# Wahlenbergia cernua
Wahlenbergia cernua là loài thực vật có hoa trong họ Hoa chuông. Loài này được (Thunb.) A.DC. miêu tả khoa học đầu tiên năm 1830.